# 셀레비피퀘
셀레비피퀘(Selebi-Phikwe)는 보츠와나의 도시로, 중부 구에 속하며 인구는 49,849명(2001년 기준)이다. 보츠와나의 대표적인 수출품인 니켈과 구리 광산이 있기 때문에 금속 가공 등 관련 산업이 발달하였으며 이 곳에 있는 광산에서 채굴된 니켈과 구리는 철도를 통해 짐바브웨와 남아프리카 공화국으로 수출된다. 북쪽에 있는 프랜시스타운과 남쪽에 있는 가보로네(보츠와나의 수도)를 연결하는 철도가 지나간다.